# Романенко Тетяна Олександрівна
Тетяна Олександрівна Романенко (нар. 3 жовтня 1990, Одеса, УРСР) — колишня українська футболістка, нападниця жіночої збірної України. Майстер спорту України. Тричі (2012, 2014, 2015) номіновалася на звання найкращої футболістки України.

## Клубна кар'єра
Перший тренер — Валентин Бевзюк.
Виступала в дитячо-юнацькій футбольній лізі України за одеський «Локомотив», де команда складалася тільки з хлопчиків. У 2003 році Тетяна грала за одеську «Чорноморочку». Через два роки вона вступила в Херсонське вище училище фізичної культури й почала виступати за місцеву «Южанку» в чемпіонаті України. У 2008 році Романенко взяла участь у фінальній грі Кубка України за харківський «Житлобуд-1», який обіграв чернігівську «Легенду» (2:1).
Загалом у Чемпіонаті України Тетяна зіграла 53 матчі та забила 16 голів.
Наступний клубом в кар'єрі Романенко стала російська «Енергія». Разом з воронезьким клубом українка стала бронзовим призером чемпіонату Росії. У 2010 році футболістка перейшла до краснодарської «Кубаночки», яка повернулася у вищий дивізіон Росії. У березні 2010 року Романенко брала участь в турнірі Кубанська весна в складі збірної Краснодарського краю. Перший сезон у новій команді закінчився останнім місцем для колективу. Разом з «Кубаночкою» дійшла до фіналу Кубка Росії, де краснодарці поступилися «Рязані-ВДВ» (0:5). Головний тренер команди Тетяна Зайцева оцінила останній сезон Романенко в складі команди як невдалий.
Пізніше виступала за південнокорейський «Сувон» та італійський «Емполі». На початку 2017 року підписала контракт з французьким «Реймсом». 
Романенко представляла Всеукраїнську асоціацію футболістів-професіоналів на конференції Міжнародної федерації асоціації професійних футболістів в Нідерландах в серпні 2017 року.
За 5 сезонів у складі ФК «Реймс» Романенко провела 104 матчі. За цей період допомогла команді вийти з другого дивізіону (2019 рік) до найпрестижнішого першого дивізіону.
У 2022 році підписала контракт з «Сент-Етьєн». 
У липні 2023 року оголосила про завершення футбольної кар'єри.

## Кар'єра в збірній
Романенко входить до ТОП-10 футболісток збірної України, які провели найбільше матчів у футболці національної команди. У 2009 році вона навіть стала учасницею фінального етапу Євро-2009, але дебютувати вийшло трішки пізніше. 14 листопада 2009 року Тетяна вийшла на заміну в матчі проти збірної Угорщини і провела свої перші 10 хвилин на полі.
За 14 років у збірній команді України Тетяна Романенко провела 66 поєдинків та забила 11 голів. Свій останній поєдинок зіграла 11 квітня 2023 року у матчі проти збірної Естонії, завершуючи поєдинок з капітанською пов’язкою на руці.

## Досягнення
«Житлобуд-1»
- Кубок України
  -  Володар (1): 2008

«Енергія» (Воронеж)
- Чемпіонат Росії
  -  Бронзовий призер (1): 2009

«Кубаночка»
- Кубок Росії
  -  Фіналіст (1): 2014

«Реймс»
- Дивізіон 2
  -  Група А : 2019

«Сент-Етьєн»
- Дивізіон 2
  -  Група В : 2023